# Zijkanaalpomp
De zijkanaalpomp is een roterende, zelfaanzuigende pomp voor vloeistoffen, voornamelijk water. Ze bestaat uit een open waaier met radiale schoepen in een pomphuis. In de wanden van het pomphuis zitten tegenover elkaar onder de as een zuig- en persopening. Aan de rand van het pomphuis bevindt zich een ringvormig kanaal, het zogenoemde zijkanaal. Dit  zijkanaal begint ter hoogte van de zuigopening, en wordt langzaam dieper naarmate het de omtrek van het huis volgt, na ongeveer driekwart van de omwenteling wordt het kanaal weer ondiep en stopt het vlak voor de persopening.

## Toepassing
Een zijkanaalpomp wordt vooral toegepast om schone vloeistoffen te verpompen omdat hij heel slecht tegen vuil kan. Met een zijkanaalpomp wordt voornamelijk water verpompt.

## Werking
Om te zorgen dat er altijd vloeistof in het pomphuis staat, zitten de zuig- en pers-aansluitingen aan de bovenzijde van de pomp. Bij het starten van de pomp wordt de vloeistof door de schoepen meegenomen en door de centrifugale werking vormt zich een vloeistofring langs de buitenzijde van het pomphuis. 
Als de schoepen het zijkanaal bereiken stroomt de vloeistof deze in en vult het gedeeltelijk op. Hierdoor ontstaat er een lagere druk tussen de schoepen. Deze lage druk zuigt de lucht door de zuigopening de pomp binnen. De lucht wordt door de schoepen mee rond genomen. En na ongeveer driekwart omwenteling wordt het zijkanaal ondieper en perst de vloeistof zich terug tussen de schoepen waardoor de lucht door de persopening de pomp verlaat. Voor de lucht werkt de pomp op dit moment als een verdringerpomp net zoals een vloeistofringpomp. Als alle lucht op deze manier uit de zuigleiding verwijderd is komt er vloeistof door de zuigopening de pomp binnen. De vloeistof wordt door de schoepen rondgedraaid in het huis (de primaire stroming) en is dus onderworpen aan een grote centrifugale kracht, er ontstaat een naar buiten gerichte stroming tussen de ronddraaiende schoepen. Door de vorm van het zijkanaal gaat de vloeistof draaien "om zijn as" (de secundaire stroming). Door de secundaire stroming krijgt de vloeistof een vrij grote kinetische energie mee. Deze rond draaiende ring vloeistof wordt het zijkanaal uit gedrukt door de vorm van het huis en blijft dan roteren, waardoor hij de vloeistof tussen de schoepen de persopening in perst, net zoals de lucht. Door dit fenomeen kan een grotere opvoerdruk gehaald worden dan met een gewone centrifugaalpomp van vergelijkbare grote. Voor de vloeistof werkt de zijkanaalpomp als een verdringerpomp en als een impulspomp. Er wordt dan ook een grotere hoeveelheid vloeistof verpompt dan er tussen de schoepen past. Ook de vloeistof in het zijkanaal wordt verpompt.

## Starten
Doordat de pomp ook als verdringerpomp werkt kan deze niet gestart worden met gesloten persafsluiter zoals een gewone centrifugaalpomp. Om de pomp onbelast te kunnen laten draaien moet er een omloopkanaal tussen de pers en de zuig aanwezig zijn.

## Constructie
De as ligt buiten de pomp op twee lagers. In de pomp zitten op de as één of meerdere waaiers. Elke waaier zit tussen twee pomphuisschijven en worden in trappen gebruikt. Alle onderdelen zitten op de as geschoven. Tussen de waaiers en de pomphuisschijven zit pakkingsmateriaal, het soort is afhankelijk van de te verpompen vloeistoffen. Het hele pakket wordt bij elkaar gehouden door een aantal lange bouten die de zuig- en persdeksel erop drukken. 
Het pomphuis is afhankelijk van de te verpompen vloeistof gemaakt van gietijzer tot brons.

## Onderhoud
Doordat de waaier zo nauw sluit tegen het pomphuis slijt deze een stuk sneller dan de waaier van een centrifugaalpomp. Om te zorgen dat de pomp optimaal blijft werken zal de waaier en pomphuis vlak gehouden moeten worden. 
Kleine vuildeeltjes kunnen er al voor zorgen dat de pomp vastloopt. Hiervoor is er een erg fijn filter nodig om voor de pomp te plaatsen.
Zijkanaalpompen doen het alleen goed als alle onderdelen precies in de juiste stand staan en van goede kwaliteit zijn.